# Missionnaires du Précieux-Sang

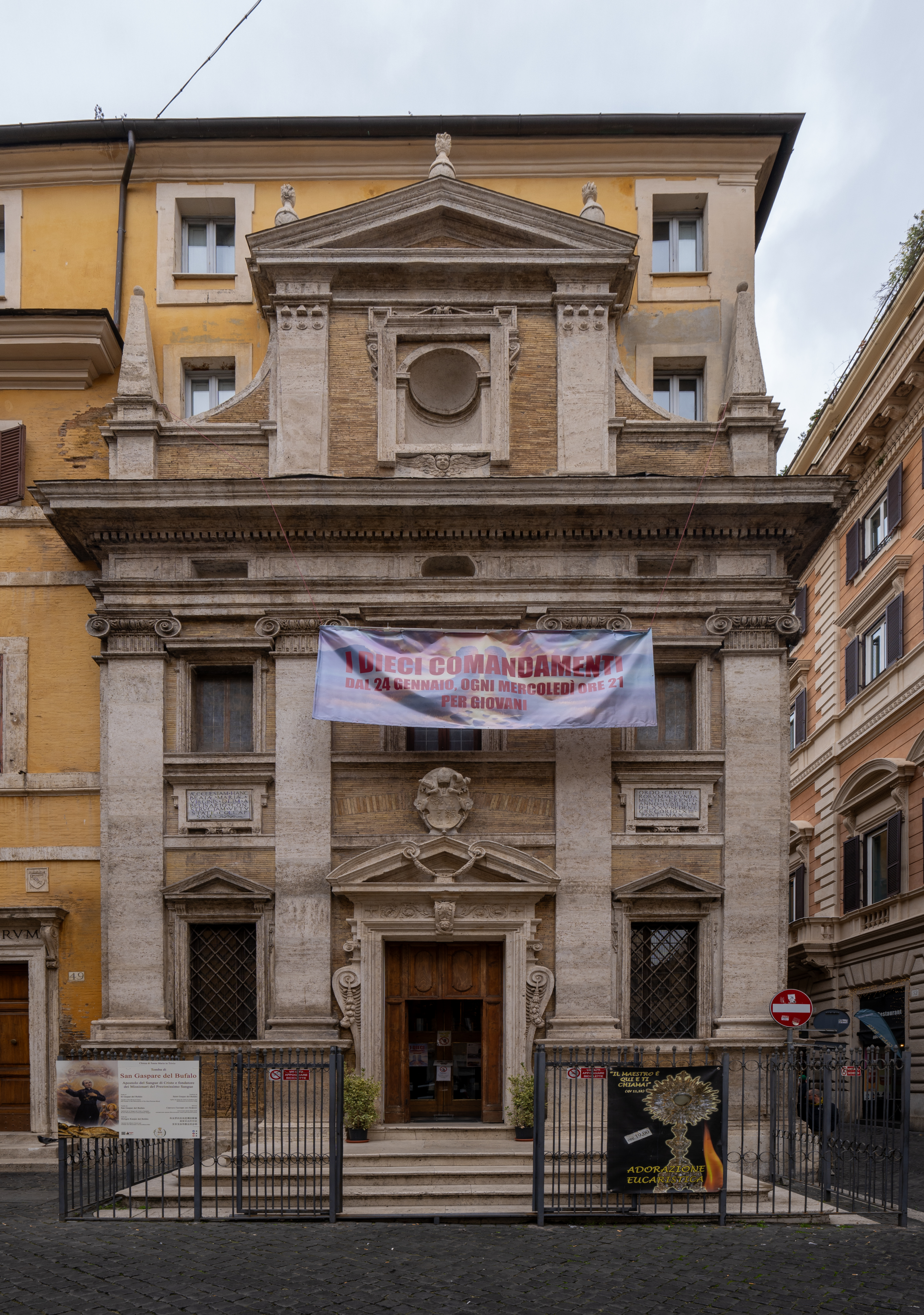
Maison-mère des Missionnaires du Précieux-Sang à Rome avec l'église Santa Maria in Trivio.

Les Missionnaires du Précieux-Sang (en latin : Congregatio Missionariorum Pretiosissimi Sanguinis Domini Nostri Jesu Christi) forment une société de vie apostolique de droit pontifical.

## Historique
Gaspard del Bufalo (1786-1836) est un prêtre missionnaire dans toute l'Italie centrale. Ami du chanoine Albertini, fondateur de l'archiconfrérie du Précieux-Sang dans la basilique San Nicola in Carcere, cette dévotion marque profondément Gaspard. Avec le soutien du cardinal  Cristaldi, il obtient de Pie VII une ancienne église avec une maison adjacente à Giano dell'Umbria pour son institut : c'est là qu'il fonde le 15 août 1815 la congrégation des missionnaires du Précieux-Sang, qui sera suivie par la fondation en 1834 par Maria De Mattias de la congrégation des adoratrices du Sang du Christ vouée à l'éducation des jeunes filles. Gaspard del Bufalo meurt du choléra en 1837, l'institut compte alors deux cents membres dirigé par le nouveau supérieur, le  vénérable Jean Merlini. La société est approuvée le 17 avril 1841. 
Ami de Pie IX, Merlini partage son exil à Gaète en novembre 1848. Grâce à l'appui pontifical, la société ouvre plusieurs maisons dans toute la péninsule et même une maison en Bavière et une autre aux Trois-Épis en Alsace. La maison-mère est à Rome, à l'église Santa Maria in Trivio où se trouve la sépulture du fondateur mais elle est confisquée pendant un temps, ainsi que vingt-cinq établissements de la société par le nouveau et bref gouvernement républicain, de même que les maisons d'Alsace et d'autres provinces allemandes pendant le Kulturkampf de Bismarck. 
La société s'ouvre à l'apostolat aux États-Unis en 1844 répondant à l'appel de Mgr John Baptist Purcell, évêque de Cincinnati. Dès lors, ses membres ouvrent des collèges dans le Midwest et administrent des paroisses, surtout dans l'Ohio.

## Activité et diffusion
Les missionnaires du Précieux-Sang se consacrent à propager la dévotion au précieux-Sang, à la prédication des missions et des retraites spirituelles, à l'œuvre d'évangélisation, au ministère paroissial et à l'instruction de la jeunesse.
Ils sont présents en :
- Europe : Allemagne, Autriche, Croatie, Espagne, Italie, Liechtenstein, Pologne, Portugal, Suisse.
- Amérique : Brésil, Canada, Chili, Colombie, États-Unis Guatemala, Mexique, Pérou.
- Afrique : Guinée-Bissau, Tanzanie.
- Asie : Inde, Vietnam.

Selon l'Annuaire pontifical de 2007, la société compte 673 membres (dont 456 prêtres) répartis dans 155 maisons.